# Doassansiaceae
Doassansiaceae es una familia de hongos del orden Doassansiales, clase Exobasidiomycetes, división Basidiomycota.

## Géneros
| - Burrillia - - Doassansia - - Doassansiella - - Doassinga - - Heterodoassansia - - Nannfeldtiomyces - | - Narasimhania - - Pseudodermatosorus - - Pseudodoassansia - - Pseudotracya - - Savulescuella - - Tracya |